# Desa Pancawati (administrativ by i Indonesien, lat -6,73, long 106,88)
Desa Pancawati är en administrativ by i Indonesien.   Den ligger i provinsen Jawa Barat, i den västra delen av landet, 60 km söder om huvudstaden Jakarta.